# 関東の富士見百景
関東の富士見百景（かんとうのふじみひゃっけい）は、2005年（平成17年）に、国土交通省関東地方整備局が主催して選定した、富士山への良好な眺望が得られる128景233地点。
8人の委員から構成される選定委員会が、景観面および活動面からの評価を総合して選定を行った。

## 関東の富士見百景
| 選定 番号 | 都県          | 市区町村                                | 地点 |
| --------- | ------------- | --------------------------------------- | --- |
| 1         | 茨城県        | 高萩市                                  | 土岳 |
| 2         | 茨城県        | 北茨城市                                | 栄蔵室山頂 |
| 3         | 茨城県        | つくば市                                | 筑波山 |
| 4         | 茨城県        | つくば市                                | 宝鏡山 |
| 5         | 茨城県        | 潮来市                                  | 権現山公園 |
| 6         | 茨城県        | 桜川市                                  | 富谷山ふれあい公園 |
| 7         | 茨城県        | 境町                                    | 利根川境河岸付近堤防 |
| 8         | 栃木県        | 宇都宮市                                | 飛山城史跡公園周辺からの富士 |
| 9         | 栃木県        | 栃木市                                  | 太平山県立自然公園 謙信平 |
| 10        | 栃木県        | 佐野市                                  | 道の駅どまんなか たぬま |
| 11        | 栃木県        | 佐野市・栃木市・岩舟町                  | 県営みかも山公園富士見台 |
| 12        | 栃木県        | 栃木市・小山市                          | 渡良瀬遊水地の桜づつみからの富士 |
| 13        | 栃木県        | 小山市                                  | 祇園城跡（史跡 小山氏城跡 鷲城跡 祇園城跡 中久喜城跡） |
| 14        | 栃木県        | 真岡市                                  | 磯山市民の森 |
| 15        | 栃木県        | 大田原市                                | 御亭山 |
| 16        | 群馬県        | 前橋市                                  | みやぎふれあいの郷 |
| 17        | 群馬県        | 太田市                                  | 中島記念公園（史跡金山城跡・南曲輪） |
| 18        | 群馬県        | 中之条町                                | 岩本 |
| 19        | 群馬県        | 中之条町                                | 野反峠 |
| 20        | 群馬県        | 板倉町                                  | 群馬の水郷 |
| 21        | 群馬県        | 千代田町                                | なかさと公園 |
| 22        | 埼玉県        | さいたま市                              | シーノ大宮センタープラザ |
| 23        | 埼玉県        | さいたま市                              | 荒川総合運動公園と公園通り |
| 24        | 埼玉県        | さいたま市                              | 見沼田圃 |
| 25        | 埼玉県        | 川越市                                  | 入間川からの富士 |
| 26        | 埼玉県        | 熊谷市                                  | 久下橋 |
| 27        | 埼玉県        | 春日部市                                | 首都圏外郭放水路庄和排水機場 |
| 28        | 埼玉県        | 鴻巣市                                  | 御成橋 |
| 29        | 埼玉県        | 上尾市                                  | 上尾市戸崎地区 |
| 30        | 埼玉県        | 新座市                                  | 新座市役所本庁舎8階ラウンジ |
| 31        | 埼玉県        | 富士見市                                | 富士見市びん沼周辺 |
| 32        | 埼玉県        | 坂戸市                                  | 浅羽ビオトープ |
| 33        | 埼玉県        | ふじみ野市                              | 武蔵野からの富士 |
| 34        | 埼玉県        | ふじみ野市                              | 新河岸川堤防 |
| 34        | 埼玉県        | 川島町                                  | 川島町 水田からの富士 |
| 36        | 千葉県        | 船橋市                                  | ふなばし三番瀬海浜公園および周辺 |
| 37        | 千葉県        | 館山市                                  | 房総半島（館山市）からの富士 - 北条海岸 - 城山公園 - 伊戸下芝 |
| 38        | 千葉県        | 木更津市                                | 房総半島（木更津市）からの富士 - 小櫃川河口干潟（盤洲干潟） - 金田地区（仮称）2号近隣公園                                                                         |
| 39        | 千葉県        | 松戸市                                  | 戸定が丘歴史公園内戸定邸 |
| 40        | 千葉県        | 野田市                                  | 野田市からの富士 - みずきの街 - 玉葉橋 - 江戸川スーパー堤防上（堤台・座生地区） - 関宿城博物館                                                                    |
| 41        | 千葉県        | 香取市                                  | 利根川の北側、旧佐原市地区水郷から |
| 42        | 千葉県        | 旭市                                    | 刑部岬の上永井公園 |
| 43        | 千葉県        | 習志野市                                | 茜浜緑地の茜浜緑道 |
| 44        | 千葉県        | 柏市                                    | 富勢中学校前南側市道 |
| 45        | 千葉県        | 我孫子市                                | 我孫子市からの富士 - 旧村川堅固別荘周辺の斜面緑地 - 古利根沼 |
| 46        | 千葉県        | 鴨川市                                  | 天富神社境内地展望台 |
| 47        | 千葉県        | 富津市                                  | 房総半島（富津市）からの富士 - 千葉県立富津公園 - 東京湾観音 - 鋸山                                                                                               |
| 48        | 千葉県        | 南房総市                                | 房総半島（南房総市富浦）からの富士 - 原岡海岸 - 自然公園大房岬 |
| 49        | 千葉県        | 南房総市                                | 岩井海岸 |
| 50        | 千葉県        | 鋸南町                                  | 房総半島（鋸南町）からの富士 - 元名海岸 - 鱚ヶ浦海岸 |
| 51        | 埼玉県 東京都 | 戸田市、川口市 荒川区、葛飾区           | 荒川下流からの富士 - 彩湖・道満グリーンパーク - 川口市荒川運動公園 - 荒川下流 - 都市農業公園 - 小菅西公園                                                         |
| 52        | 東京都        | 文京区                                  | 文京シビックセンターラウンジ |
| 53        | 東京都        | 目黒区、世田谷区、大田区 杉並区、荒川区 | 東京富士見坂 |
| 54        | 東京都        | 世田谷区                                | 富士の見える橋（世田谷区） |
| 55        | 東京都        | 八王子市                                | 東京都立高尾陣場自然公園からの富士 - 高尾山山頂 - 陣馬山山頂 |
| 56        | 東京都        | 八王子市                                | 八王子市立栃谷戸公園 |
| 57        | 東京都        | 立川市                                  | 多摩川緑地 |
| 58        | 東京都        | 青梅市                                  | 今寺天皇塚水田 |
| 59        | 東京都        | 府中市                                  | 都立浅間山公園からの富士 |
| 60        | 東京都        | 町田市                                  | 都立小山田緑地本園見晴らし広場 |
| 61        | 東京都        | 国分寺市                                | 国分寺市からの富士 - 光町もみじ公園 - 東京都立武蔵国分寺公園 |
| 62        | 東京都        | 国立市                                  | 円形公園 |
| 63        | 東京都        | 東久留米市                              | 富士見テラス |
| 64        | 東京都        | 多摩市                                  | 多摩市からの富士 - パルテノン多摩 - 鶴牧西公園 |
| 65        | 東京都        | あきる野市                              | 馬頭刈山 |
| 66        | 東京都        | 瑞穂町                                  | 瑞穂町からの富士 - 瑞穂ビューパーク・スカイホール - 文化の森 六道山公園展望台                                                                                     |
| 67        | 東京都        | 大島町                                  | 大島町岡田「港のみえる丘」 |
| 68        | 神奈川県      | 横浜市                                  | 鶴見川からの富士 - 鶴見川多目的遊水地 - 鷹野大橋及び鷹野橋人道橋 - 鶴見大橋 - 大黒大橋 - 鶴見川河口 - 鴨池橋                                                      |
| 69        | 神奈川県      | 横浜市                                  | 横浜大さん橋国際客船ターミナル |
| 70        | 神奈川県      | 横浜市                                  | 松ノ内公園馬の背遊歩道 |
| 71        | 神奈川県      | 横浜市                                  | 瀬上市民の森 |
| 72        | 神奈川県      | 横浜市                                  | 横根稲荷神社付近 |
| 73        | 神奈川県      | 横須賀市                                | 大楠山 |
| 74        | 神奈川県      | 横須賀市                                | 横須賀市走水 |
| 75        | 神奈川県      | 横須賀市                                | 三浦半島（横須賀市）からの富士 - 長井海の手公園 ソレイユの丘 - 立石海岸 - 武山・富士山見晴台                                                                      |
| 76        | 神奈川県      | 平塚市                                  | 平塚市からの富士 - 金目川と観音堂 - 七国峠・遠藤原 - 湘南平 - 平塚海岸 - 馬入大橋周辺 - ひらつか花アグリ - 湘南銀河大橋                                           |
| 77        | 神奈川県      | 鎌倉市                                  | 鎌倉市からの富士 - 鎌倉海浜公園稲村ヶ崎地区周辺 - 浄明寺緑地 |
| 78        | 神奈川県      | 藤沢市                                  | 県立湘南海岸公園 |
| 79        | 神奈川県      | 小田原市                                | 小田原市からの富士 - 国府津・曽我丘陵 - 栢山から見た富士（二宮尊徳の見た富士） - 梅林と富士山周辺                                                                 |
| 80        | 神奈川県      | 茅ヶ崎市                                | 茅ヶ崎市からの富士 - 茅ヶ崎南湖の左富士 - 旧南湖院 - 茅ケ崎海岸・ヘッドランドとその周辺 - 神奈川県立茅ケ崎里山公園内・柳谷周辺                                    |
| 81        | 神奈川県      | 逗子市                                  | 逗子市からの富士 - 披露山公園 - 大崎公園 - 逗子海岸 |
| 82        | 神奈川県      | 逗子市                                  | ハイランド住宅道路 |
| 83        | 神奈川県      | 秦野市                                  | 弘法山公園 展望台 |
| 84        | 神奈川県      | 葉山町                                  | 三浦半島（葉山町）からの富士 - 県立はやま三ヶ岡山緑地 - 森戸神社 - 湘南国際村 - 葉山港                                                                            |
| 85        | 神奈川県      | 二宮町                                  | 吾妻山公園 |
| 86        | 神奈川県      | 大磯町                                  | 湘南大磯からの富士 - 県立大磯城山公園 - 大磯照ヶ崎海岸 |
| 87        | 神奈川県      | 中井町                                  | 中井中央公園とその周辺からの富士 |
| 88        | 神奈川県      | 大井町                                  | 大井町から見た富士 |
| 89        | 神奈川県      | 松田町                                  | 西平畑公園（ハーブ館ほか）からの富士 |
| 90        | 神奈川県      | 山北町                                  | 山北町からの富士 - 大野山 - 丹沢湖畔千代の沢園地展望台 |
| 91        | 神奈川県      | 箱根町                                  | 県立恩賜箱根公園 |
| 92        | 山梨県        | 甲府市                                  | 昇仙峡・羅漢寺山パノラマ台 |
| 93        | 山梨県        | 甲府市                                  | 甲府駅周辺からの富士 - 舞鶴城公園 - 歴史公園 - 古（いにしえ）の道                                                                                                 |
| 94        | 山梨県        | 甲府市                                  | 甲府市周辺からの富士 - みはらし広場（和田峠） - 健康の森展望台 |
| 95        | 山梨県        | 甲斐市                                  | 甲斐市からの富士 - 釜無川と信玄堤と富士 - 赤坂台総合公園（ドラゴンパーク）展望塔からの富士 - 玉幡公園(Kai・遊・パーク) 及びアルプス通り                           |
| 96        | 山梨県        | 富士吉田市                              | 富士吉田市の富士山歴史からの富士 - 女人天上（富士山遥拝所女人天上）吉田口登山道 - 馬返し（吉田口登山道） - 上吉田御師のまち                                       |
| 97        | 山梨県        | 富士吉田市                              | 富士吉田市からの富士 - 富士山レーダードームと富士 - 富士北麓公園 - 堂尾山公園 - 諏訪の森自然公園（富士パインズパーク） - 杓子山 - 富士見孝徳公園 - 新倉山浅間公園 |
| 98        | 山梨県        | 甲州市                                  | 三窪高原 |
| 99        | 山梨県        | 山梨市                                  | 三富からの富士 - 大平高原 |
| 100       | 山梨県        | 山梨市                                  | 牧丘からの富士 - 花かげの郷まきおか「彩甲斐公園」 - オーチャードヴィレッジ・フフ - 小楢山 - 乙女高原周辺                                                          |
| 101       | 山梨県        | 山梨市                                  | 山梨市からの富士 - 帯那山 - 荒神山 - 笛吹川フルーツ公園 - 万力公園 - 富士塚通り - 永昌院 - 差出の磯                                                               |
| 102       | 山梨県        | 大月市                                  | 大月インターチェンジ周辺からの富士 - 岩殿山丸山公園 - 真木お伊勢山                                                                                                |
| 103       | 山梨県        | 大月市                                  | 大月市北部からの富士 - 小金沢シオジの森 - 松姫峠 |
| 104       | 山梨県        | 大月市                                  | 大月エコの里 |
| 105       | 山梨県        | 南アルプス市                            | 南アルプス市からの富士 - 桃花橋（通称ループ橋） - 櫛形山見晴らし平 - 風の丘しらね                                                                                 |
| 106       | 山梨県        | 北杜市                                  | 清里清泉寮 |
| 107       | 山梨県        | 北杜市                                  | 長坂からの富士 - 長坂コミュニティ・ステーション - 富士見坂と三分一湧水公園 - 花水坂                                                                               |
| 108       | 山梨県        | 北杜市                                  | 舞鶴緑地公園、水車の里公園 |
| 109       | 山梨県        | 笛吹市                                  | 兜山 |
| 110       | 山梨県        | 上野原市                                | 犬目地区内（遠見） |
| 111       | 山梨県        | 富士河口湖町                            | 県営本栖湖駐車場周辺 |
| 112       | 山梨県        | 富士川町                                | 富士川町からの富士 - 日出づる里（高下） - 平林体験農園休憩交流施設                                                                                                |
| 113       | 山梨県        | 身延町                                  | 身延町西部からの富士 - 林道富士見山線 - 身延山 |
| 114       | 山梨県        | 身延町                                  | 身延町北東部からの富士 - 林道 折八古関線 - 本栖湖 |
| 115       | 山梨県        | 南部町                                  | 南部町からの富士 - 白鳥山森林公園 - 思親山と佐野峠 |
| 116       | 山梨県        | 北杜市小淵沢町                          | 北杜市小淵沢町からの富士 - 観音平 - フィオーレ小淵沢 - 神田の大イトザクラ - 八反歩水路・遊歩道 - 生涯学習センターこぶちさわ前庭                                   |
| 117       | 山梨県        | 忍野村                                  | 忍野村からの富士 - 二十曲峠 - 四季の杜おしの公園 |
| 118       | 山梨県        | 山中湖村                                | 山中湖村からの富士 - 長池親水公園 - 高指山 - 旭日丘湖畔緑地公園 - パノラマ台 - 大平山 - 大池 - 平野ちびっこ広場 - 山中湖花の都公園 - 山中湖交流プラザ きらら      |
| 119       | 山梨県        | 鳴沢村                                  | 紅葉台 |
| 120       | 山梨県        | 富士河口湖町                            | 河口湖からの富士 - 梨川もみじ回廊 - 長崎公園 - 大石公園と周辺広場 - もみじトンネル - 天上山周辺                                                                   |
| 121       | 山梨県        | 富士河口湖町                            | 西湖からの富士 - いやしの里根場 - 西湖野鳥の森公園 |
| 122       | 山梨県        | 富士河口湖町                            | 御坂・鎌倉往還・三つ峠 |
| 123       | 長野県        | 上田市                                  | 上田市からの富士 - 太郎山山頂 - 砥石米山城跡と黄金の滝 |
| 124       | 長野県        | 岡谷市                                  | 塩嶺御野立公園展望台 |
| 125       | 長野県        | 諏訪市                                  | 霧ヶ峰高原 |
| 126       | 長野県        | 小諸市                                  | 飯綱山公園歴史の広場（富士見城跡） |
| 127       | 長野県        | 下諏訪町                                | 下諏訪町湖浜 |
| 128       | 長野県        | 富士見町                                | 富士見町からの富士 - 創造の森彫刻公園 - 立沢大規模水田地帯 - 葛窪中央道トンネル                                                                                   |

## ギャラリー

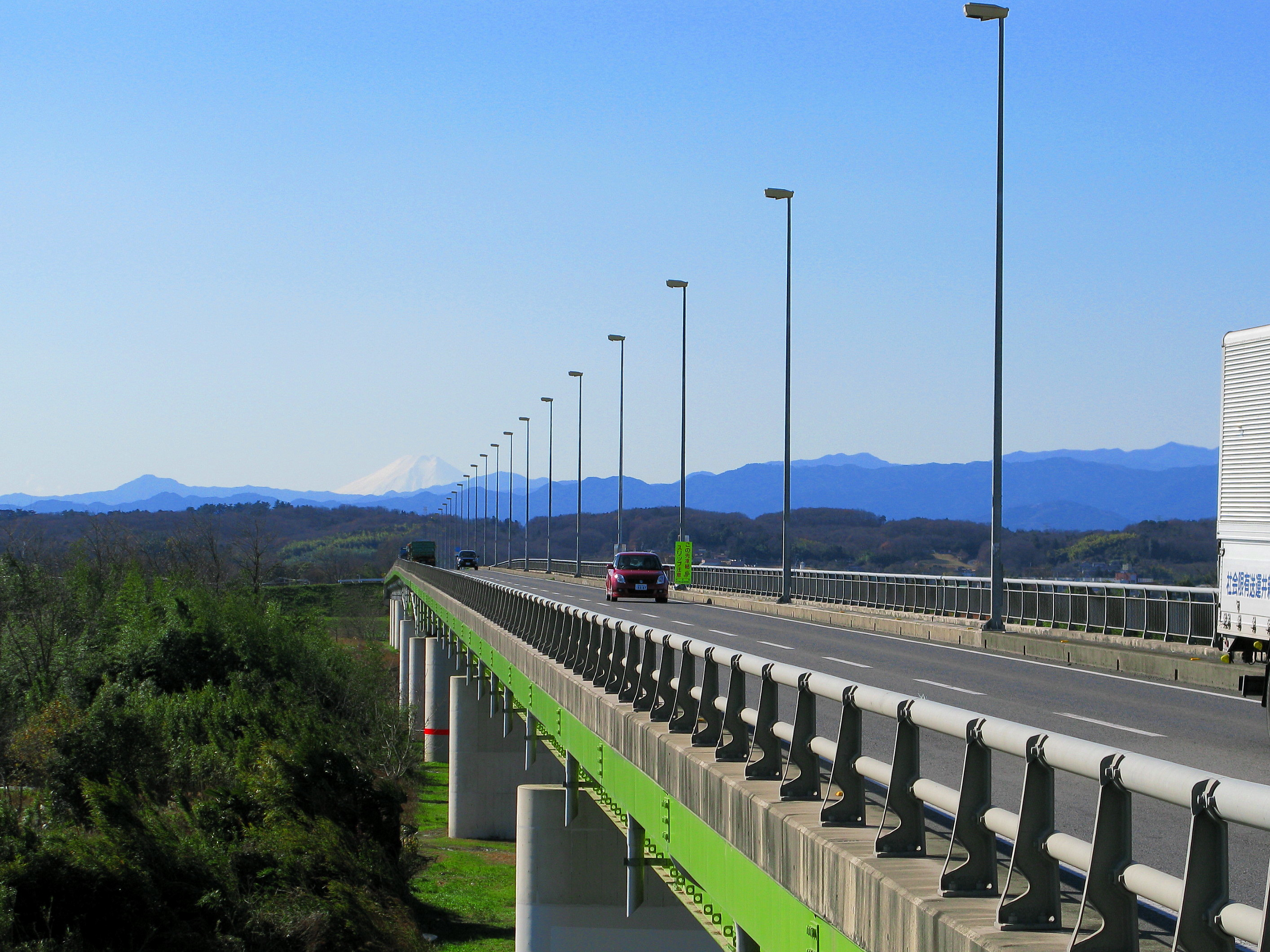
26番（久下橋）
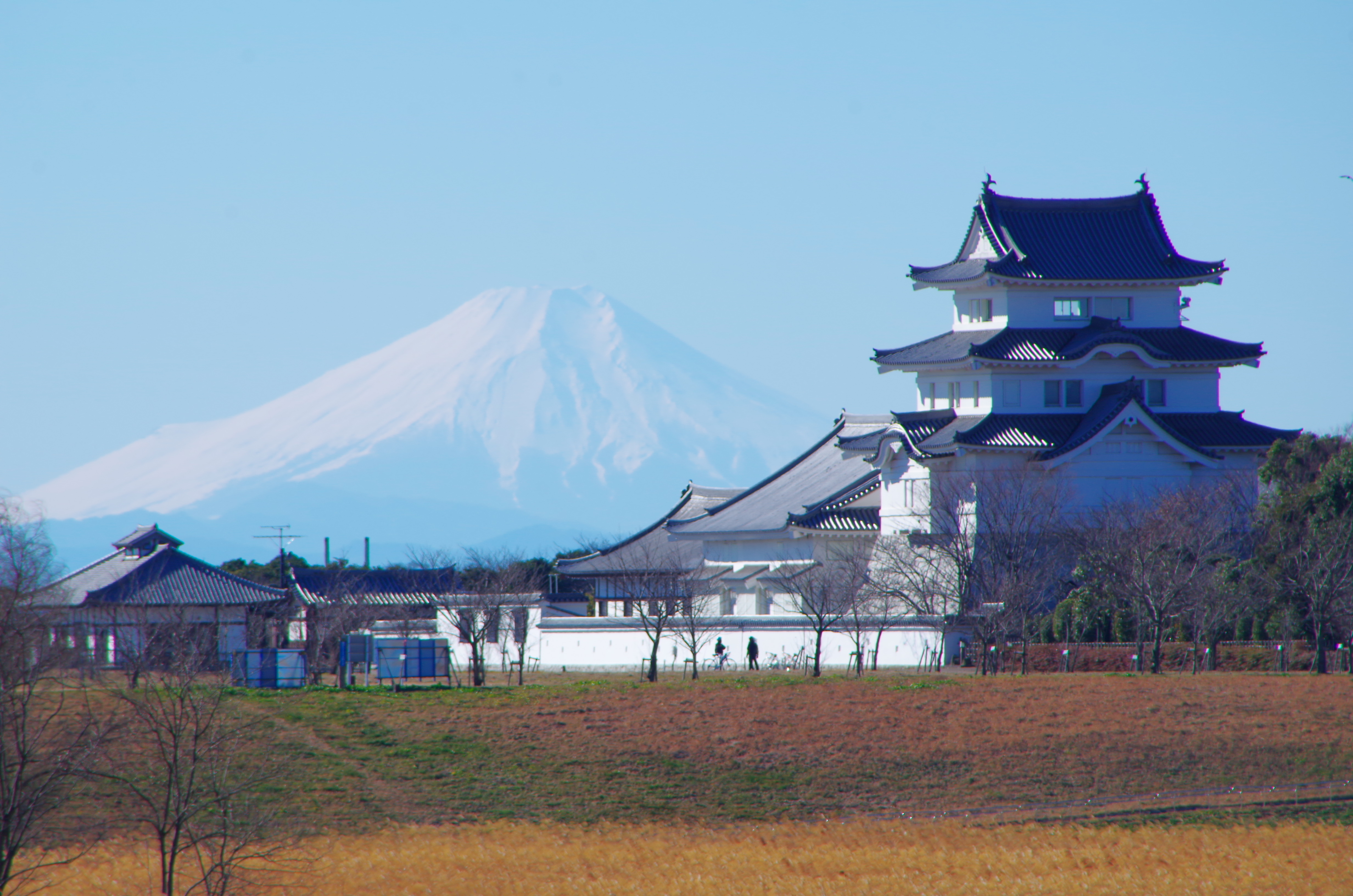
40番（関宿城博物館）
52番（文京シビックセンター）
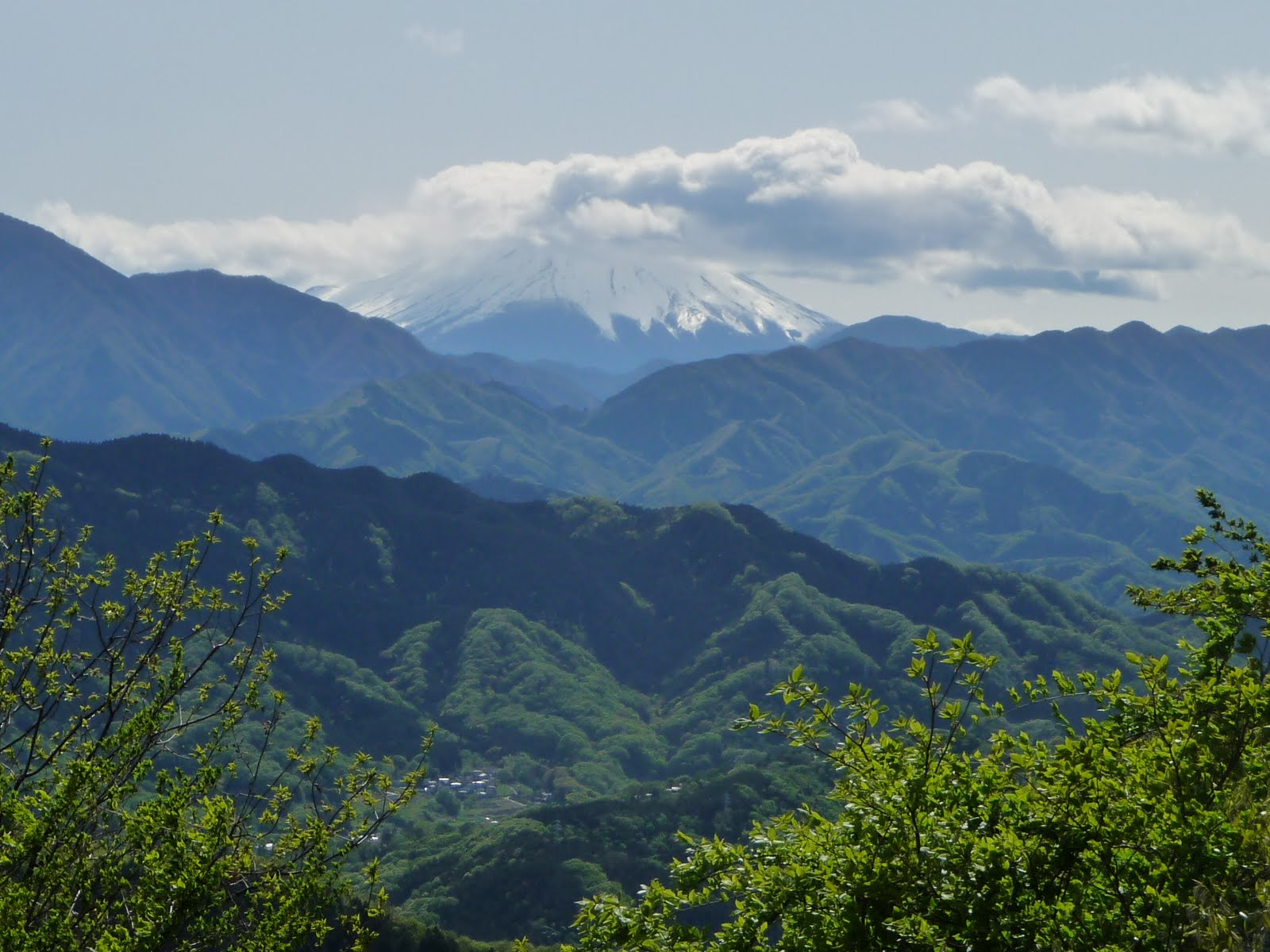
55番（高尾山）
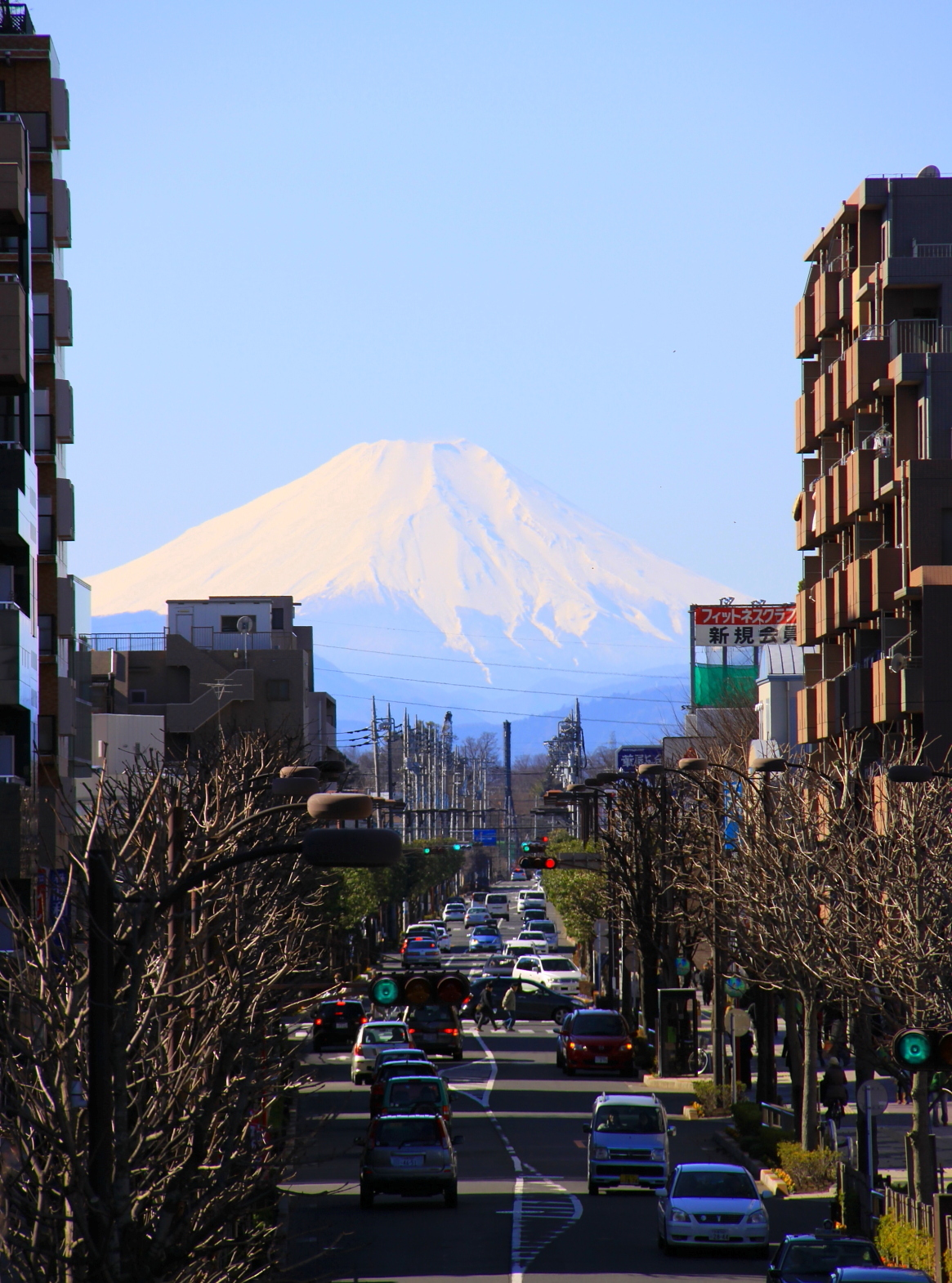
63番（東久留米駅富士見テラス）
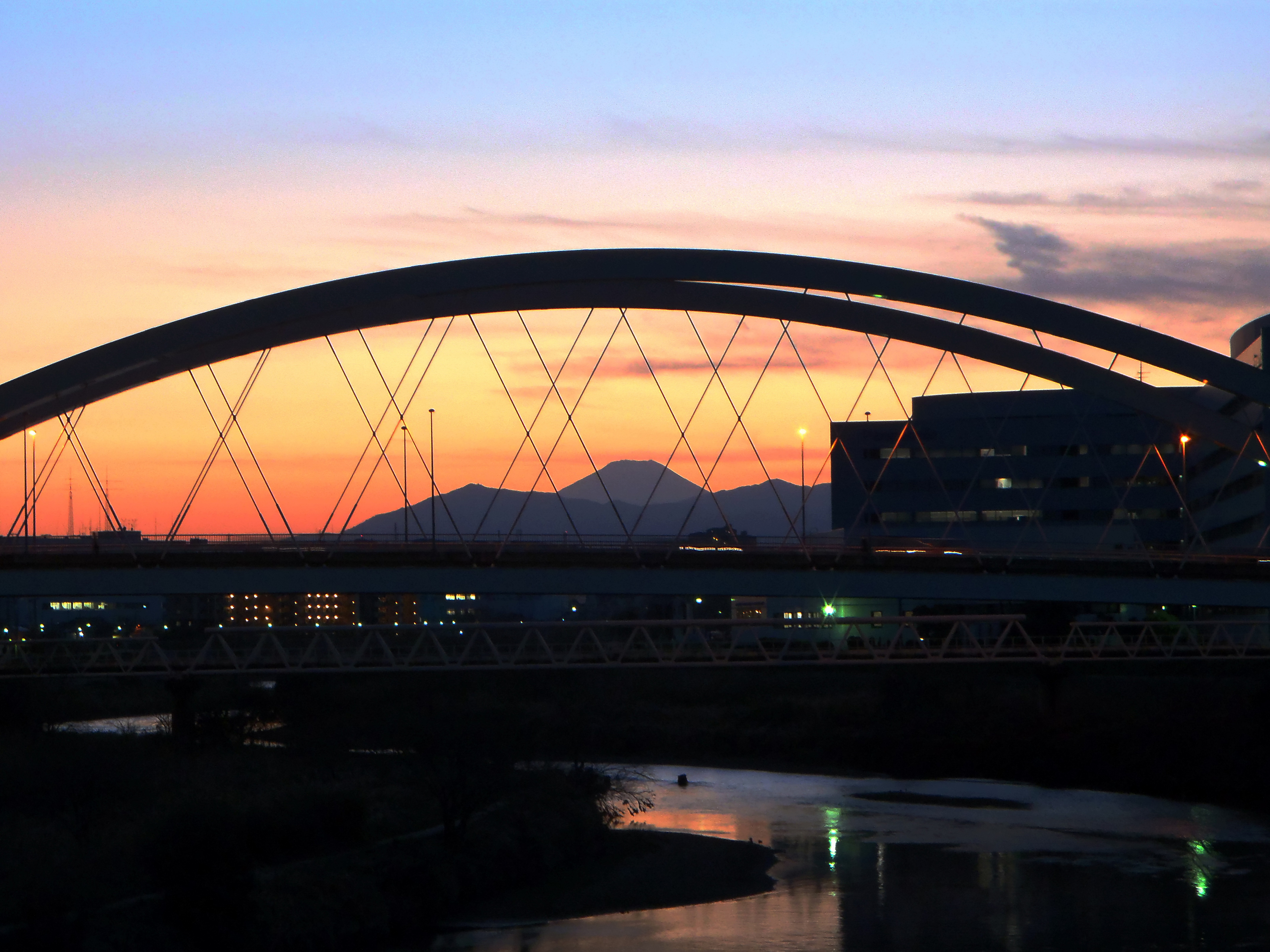
68番（鴨池橋）
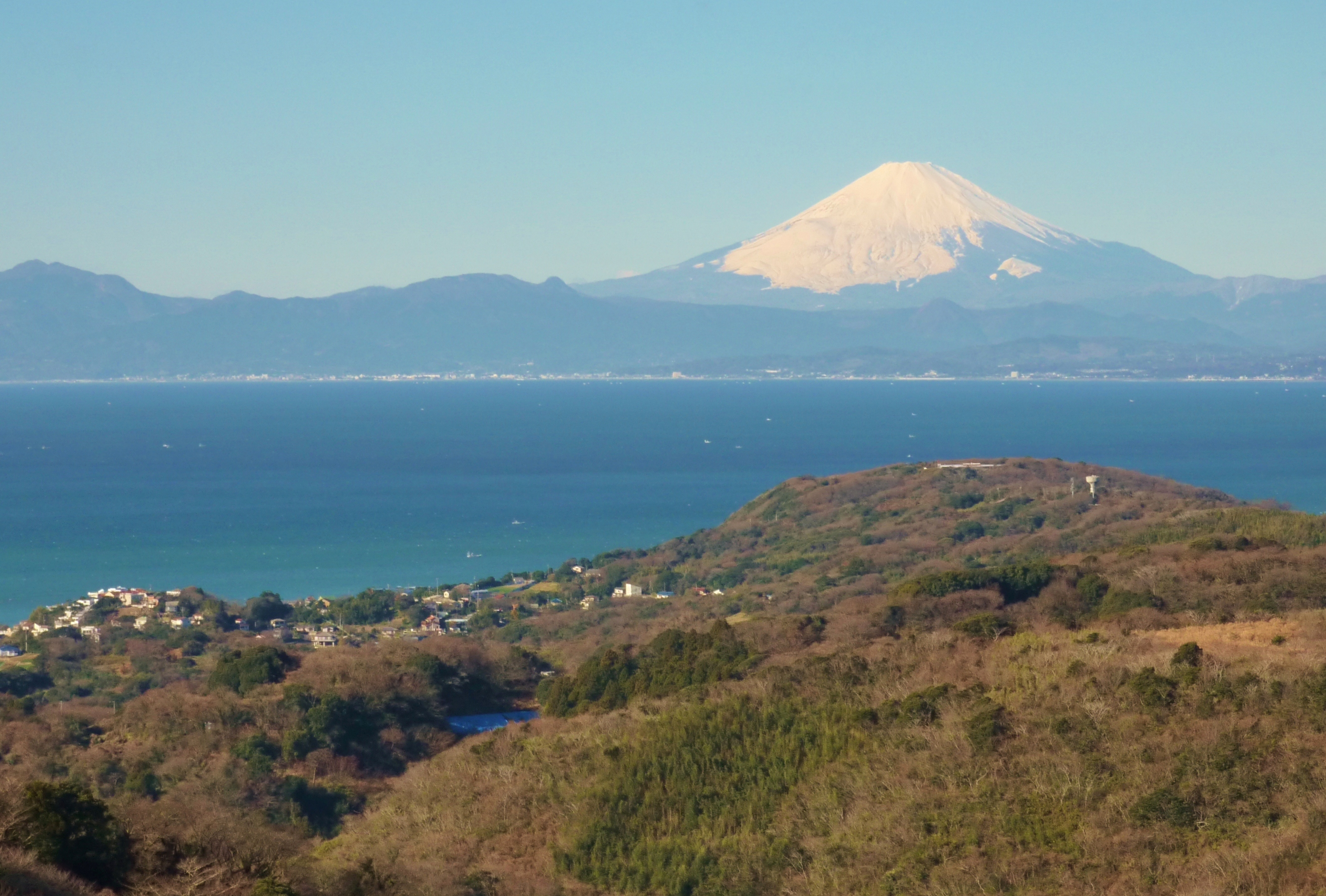
73番（大楠山）
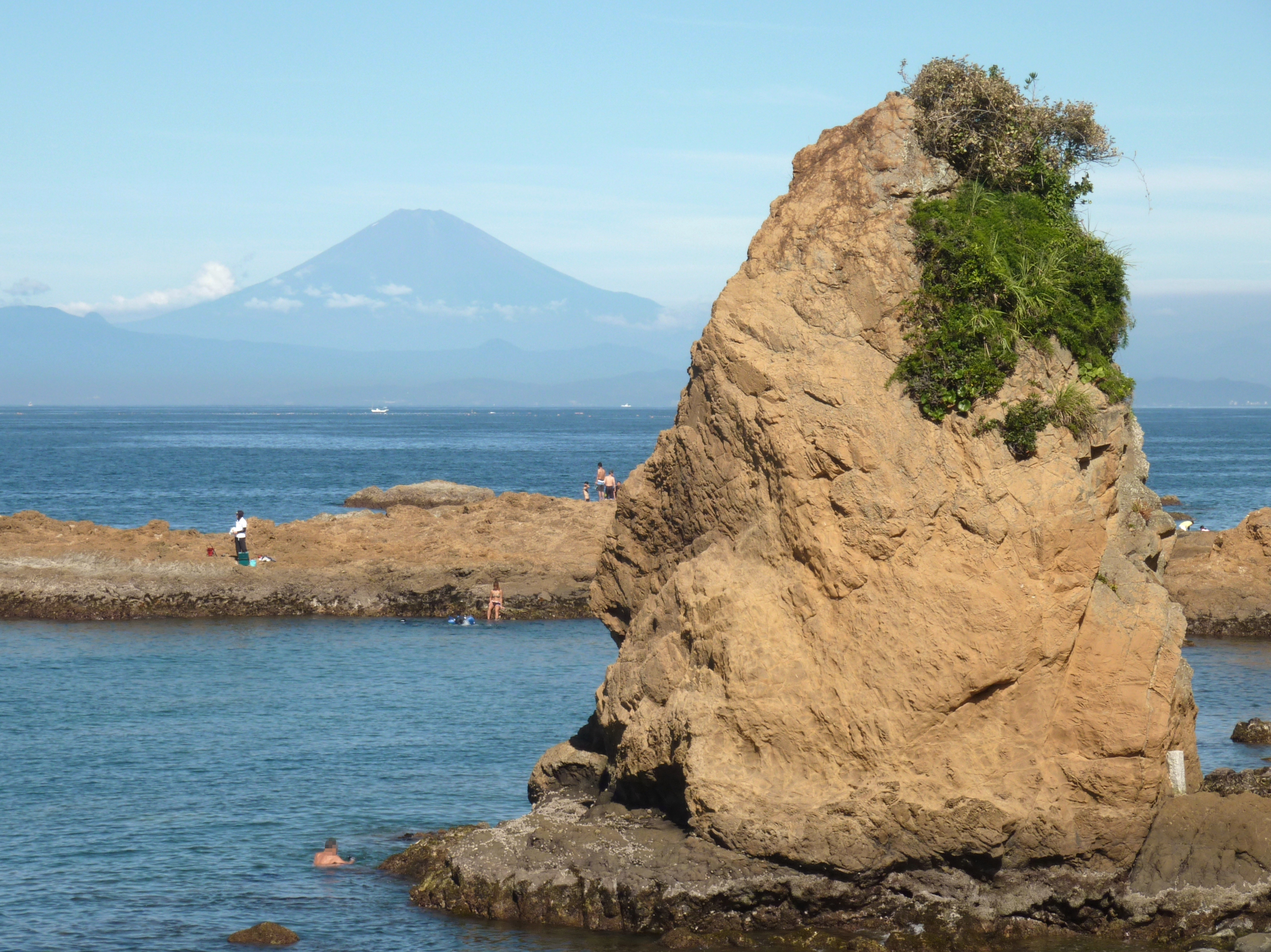
75番（立石海岸）
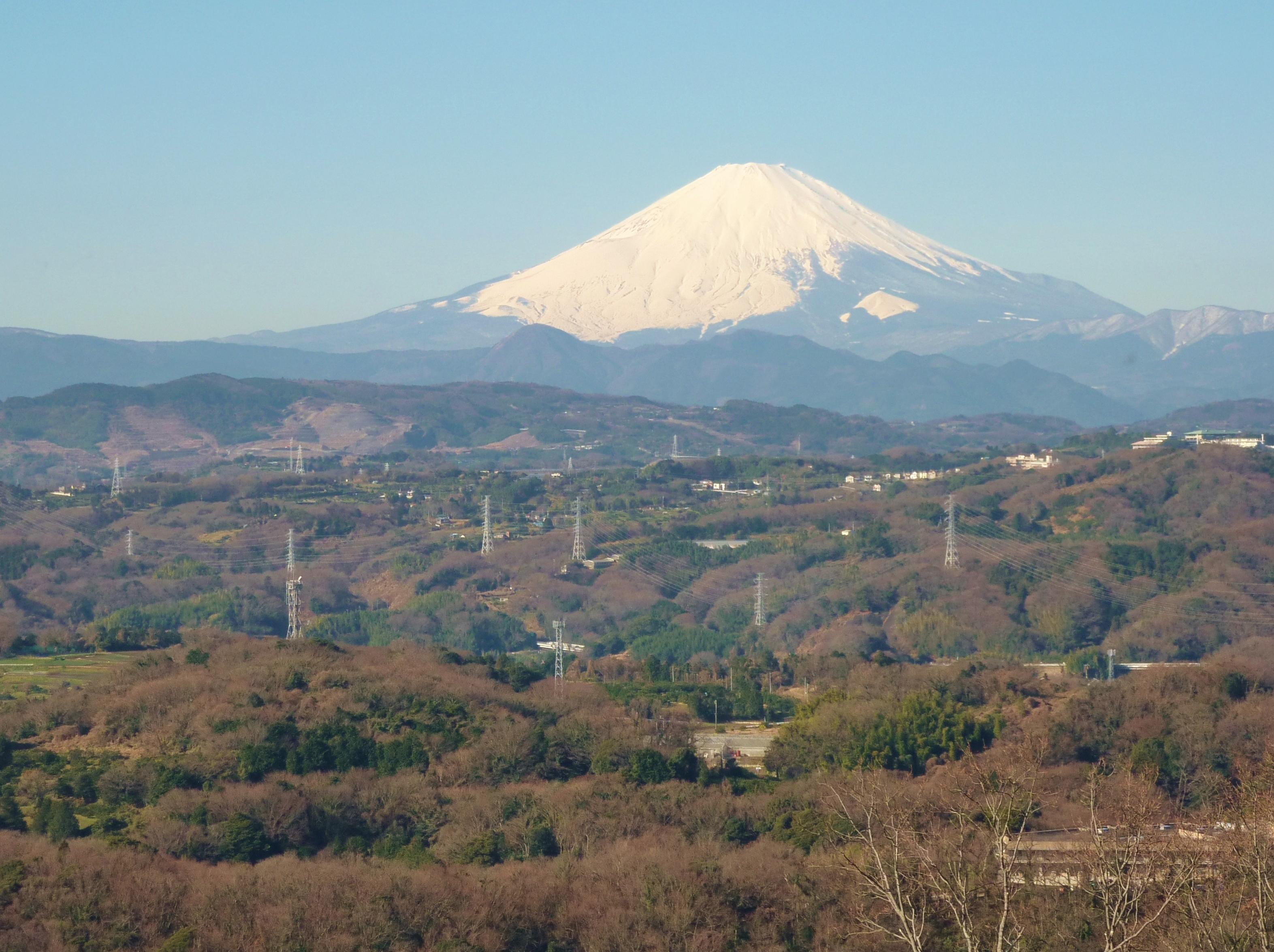
76番（湘南平）
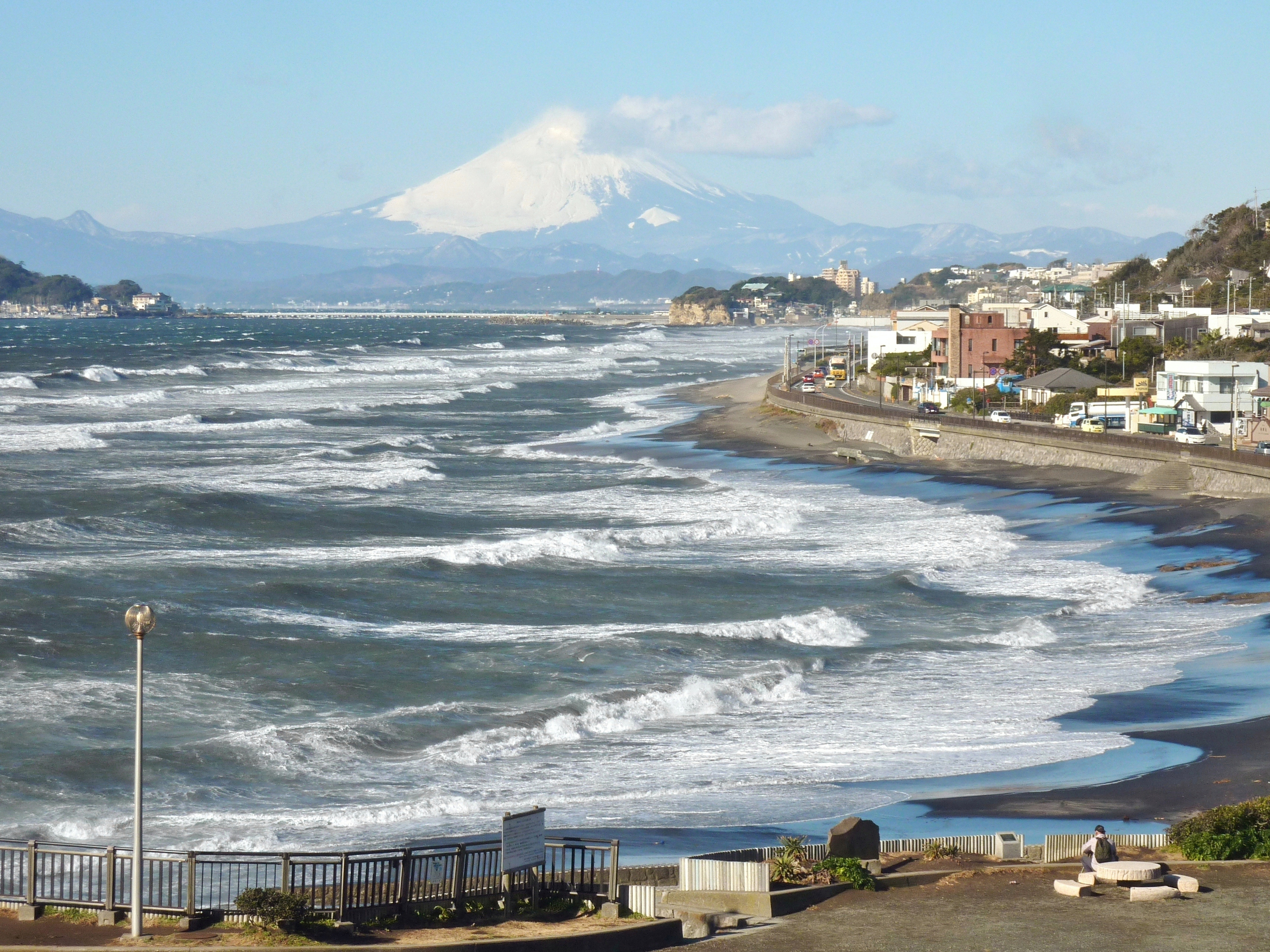
77番（稲村ヶ崎）
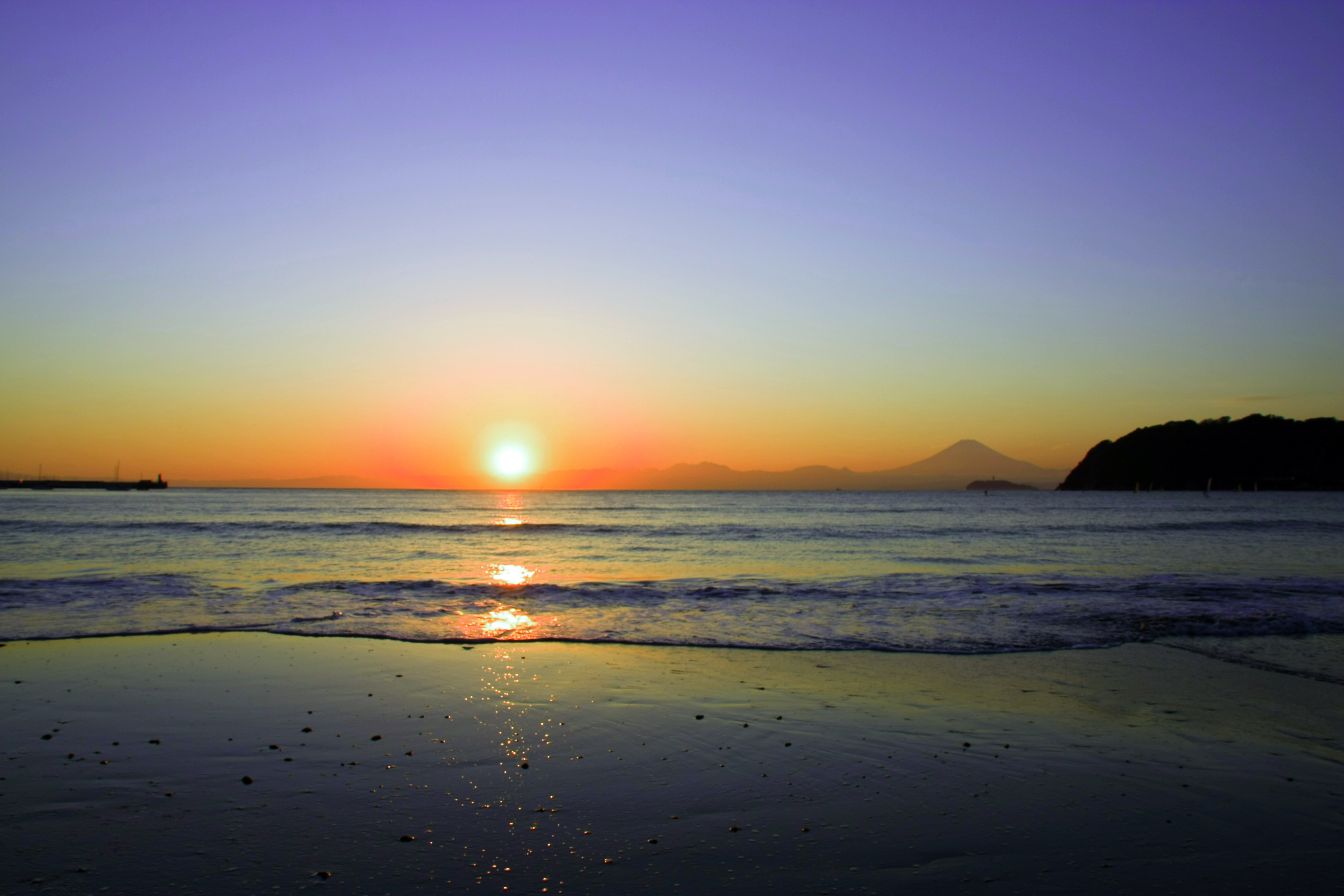
81番（逗子海岸）
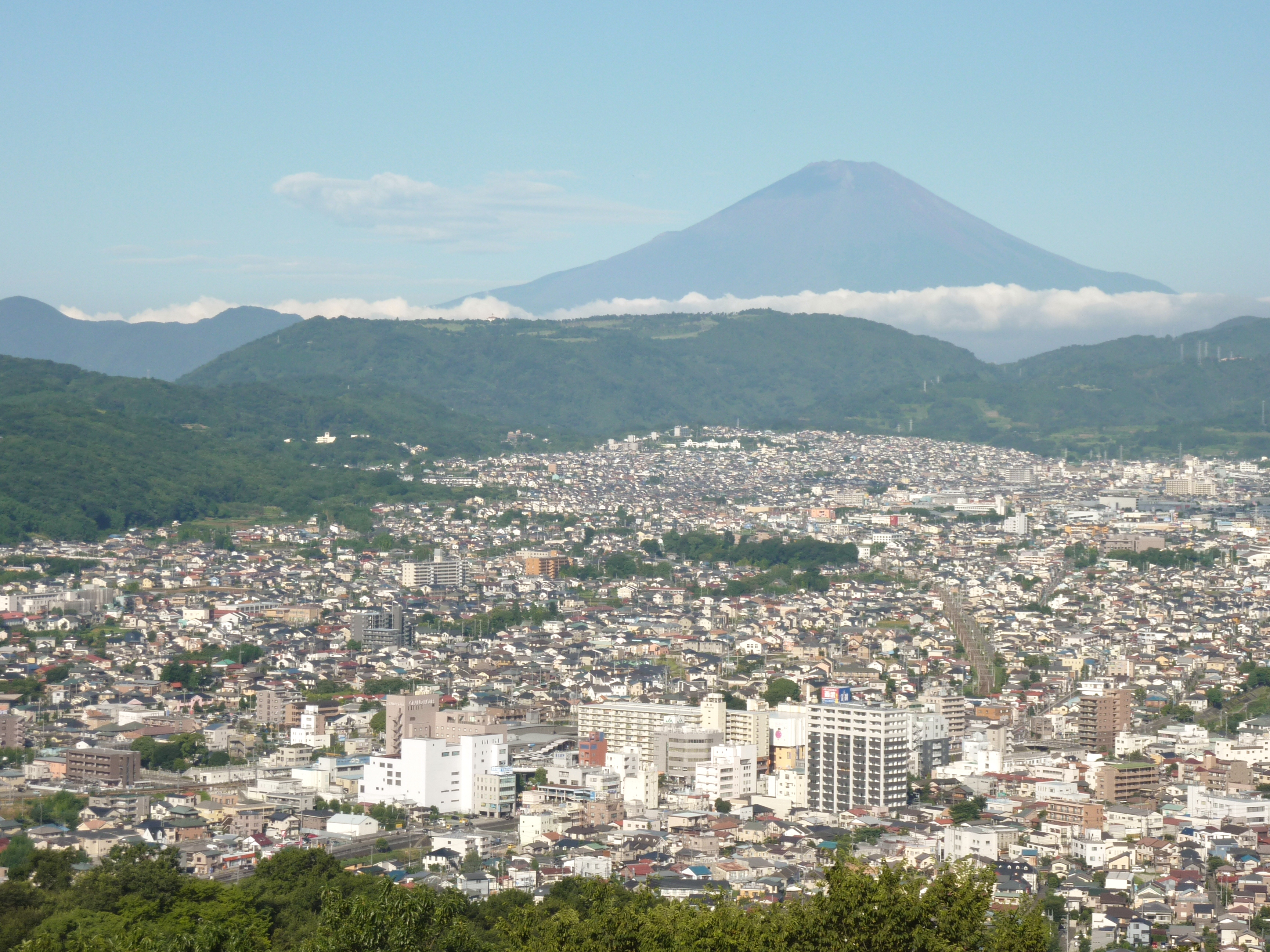
83番（弘法山公園）
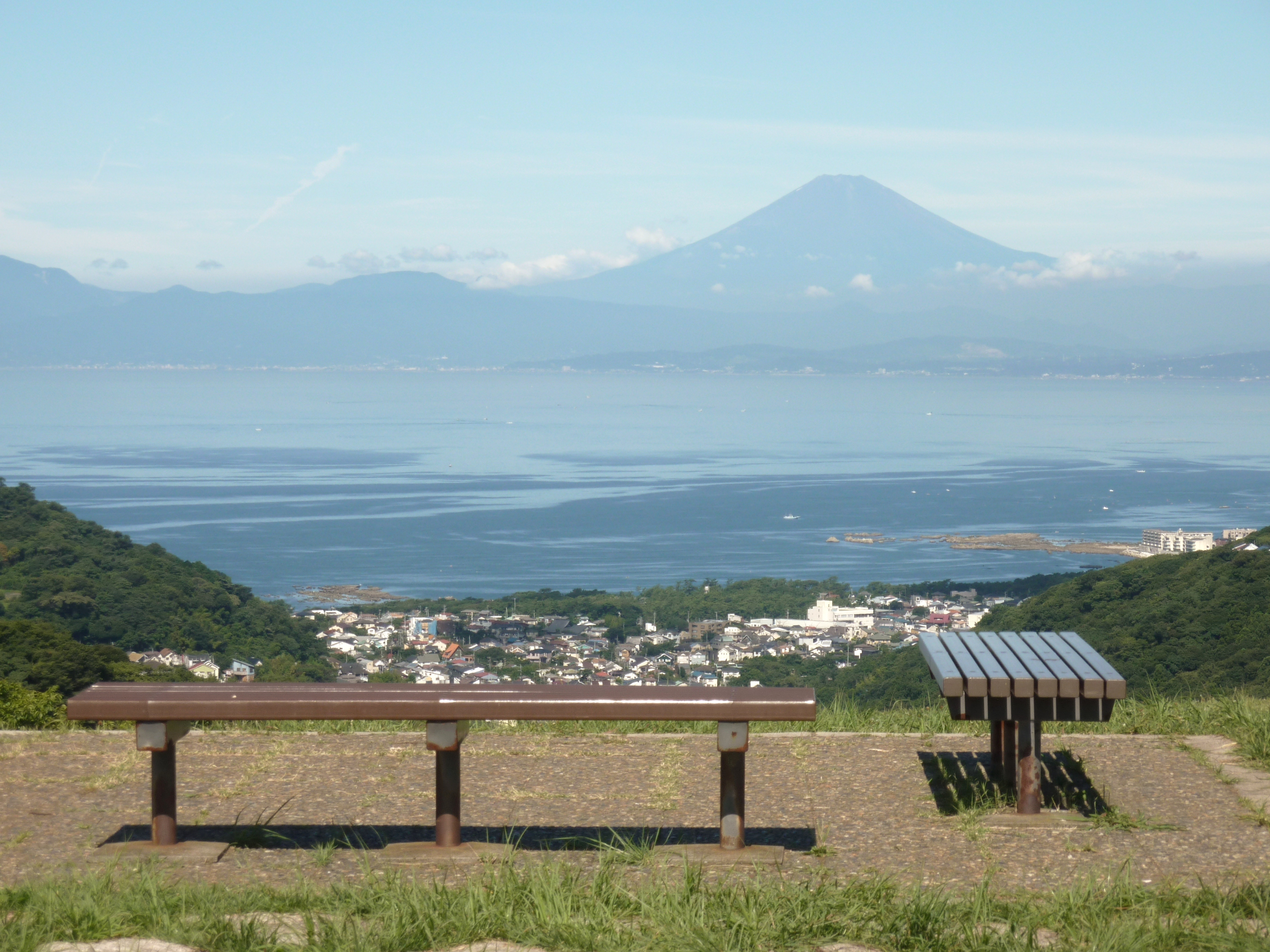
84番（湘南国際村）
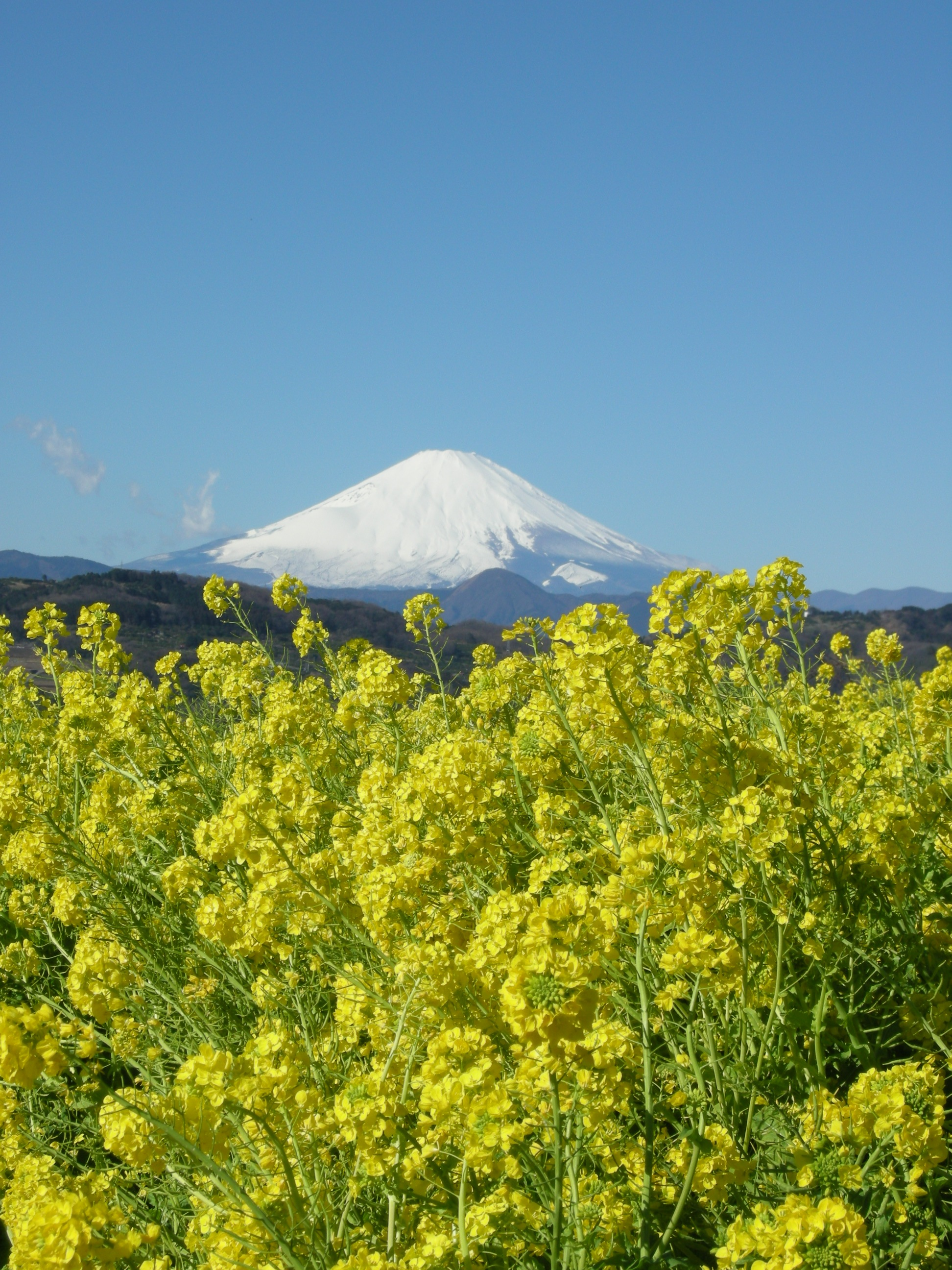
85番（吾妻山）
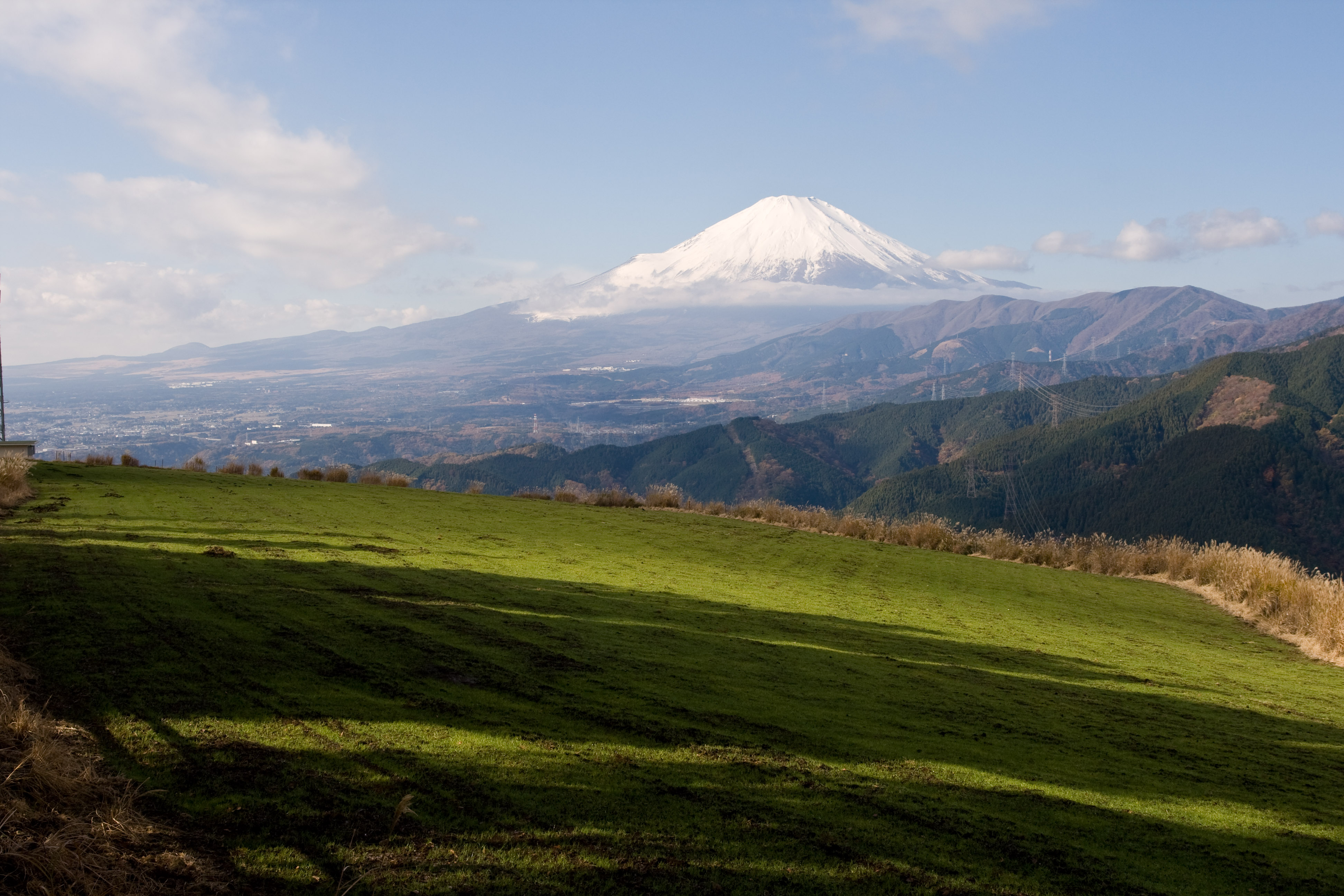
90番（大野山）
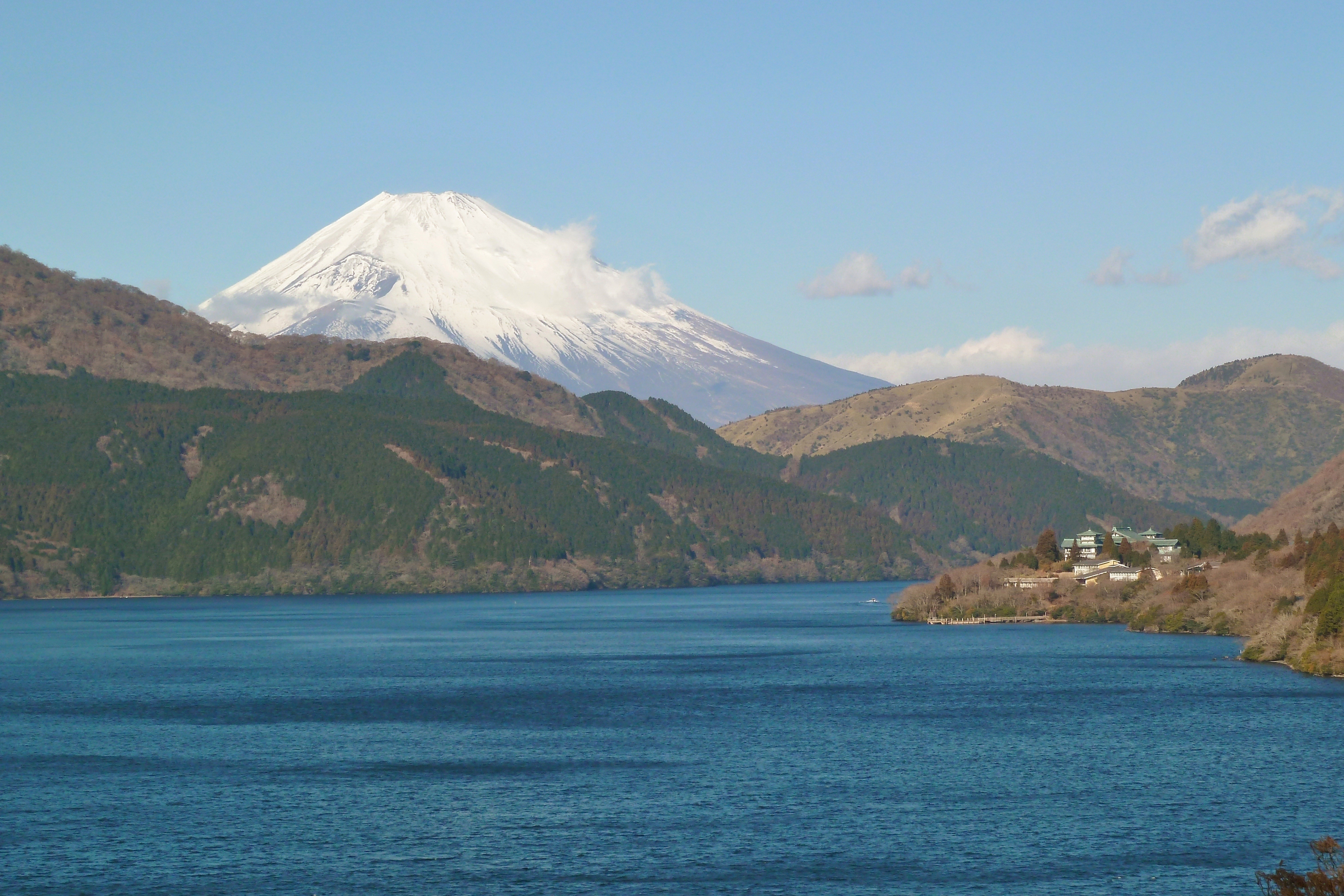
91番（恩賜箱根公園）
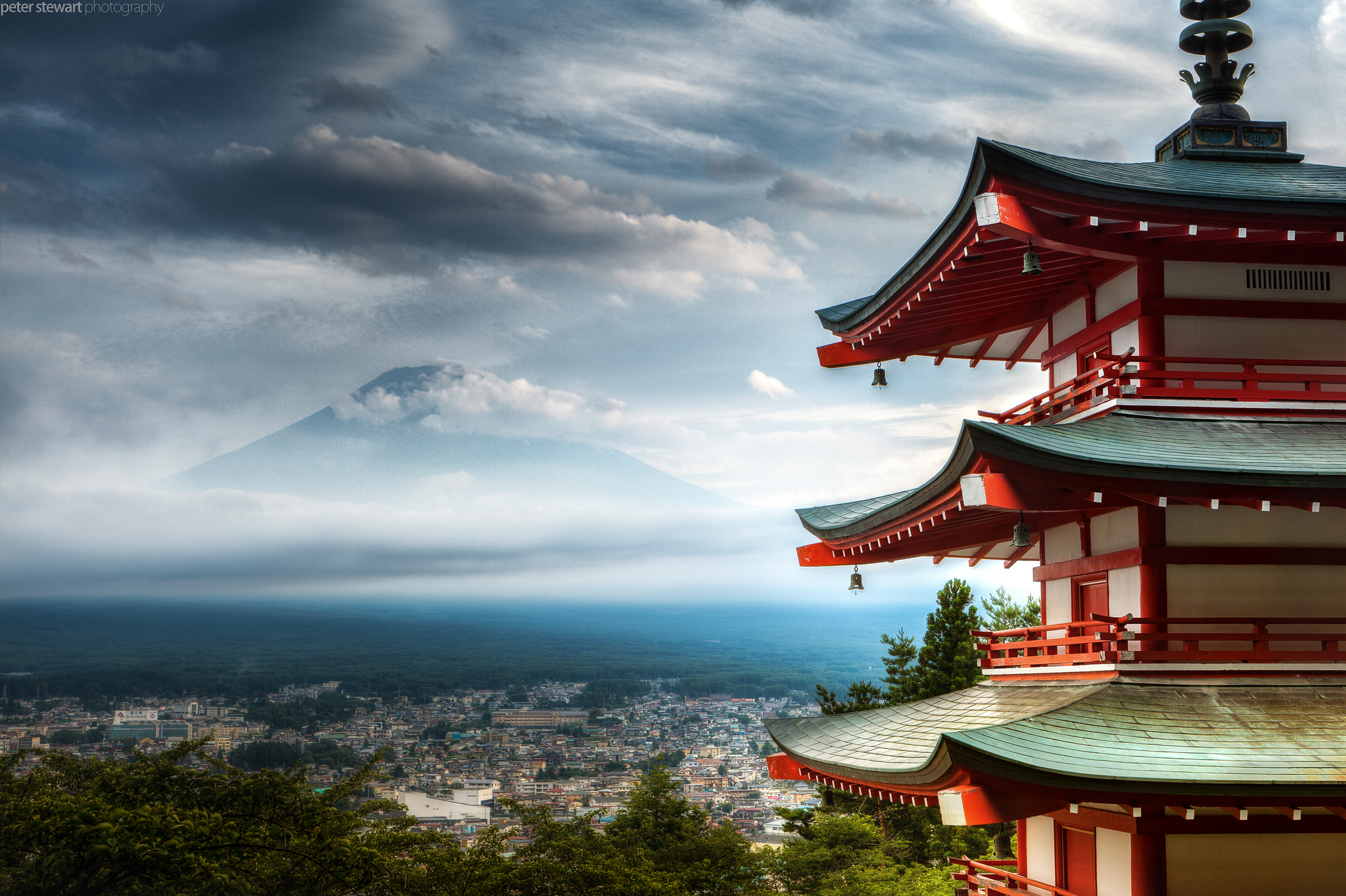
97番（新倉山浅間公園）
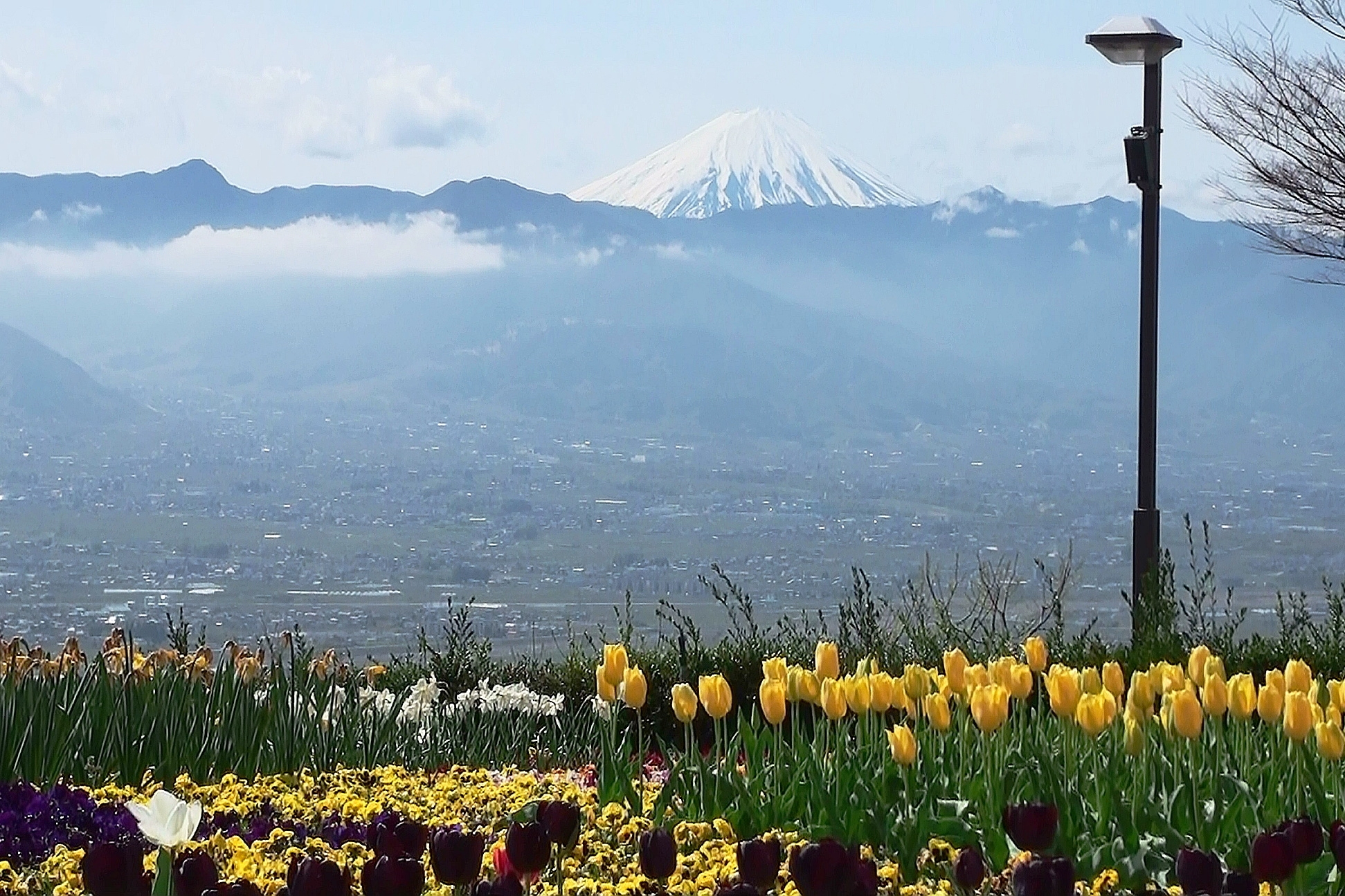
101番（笛吹川フルーツ公園）
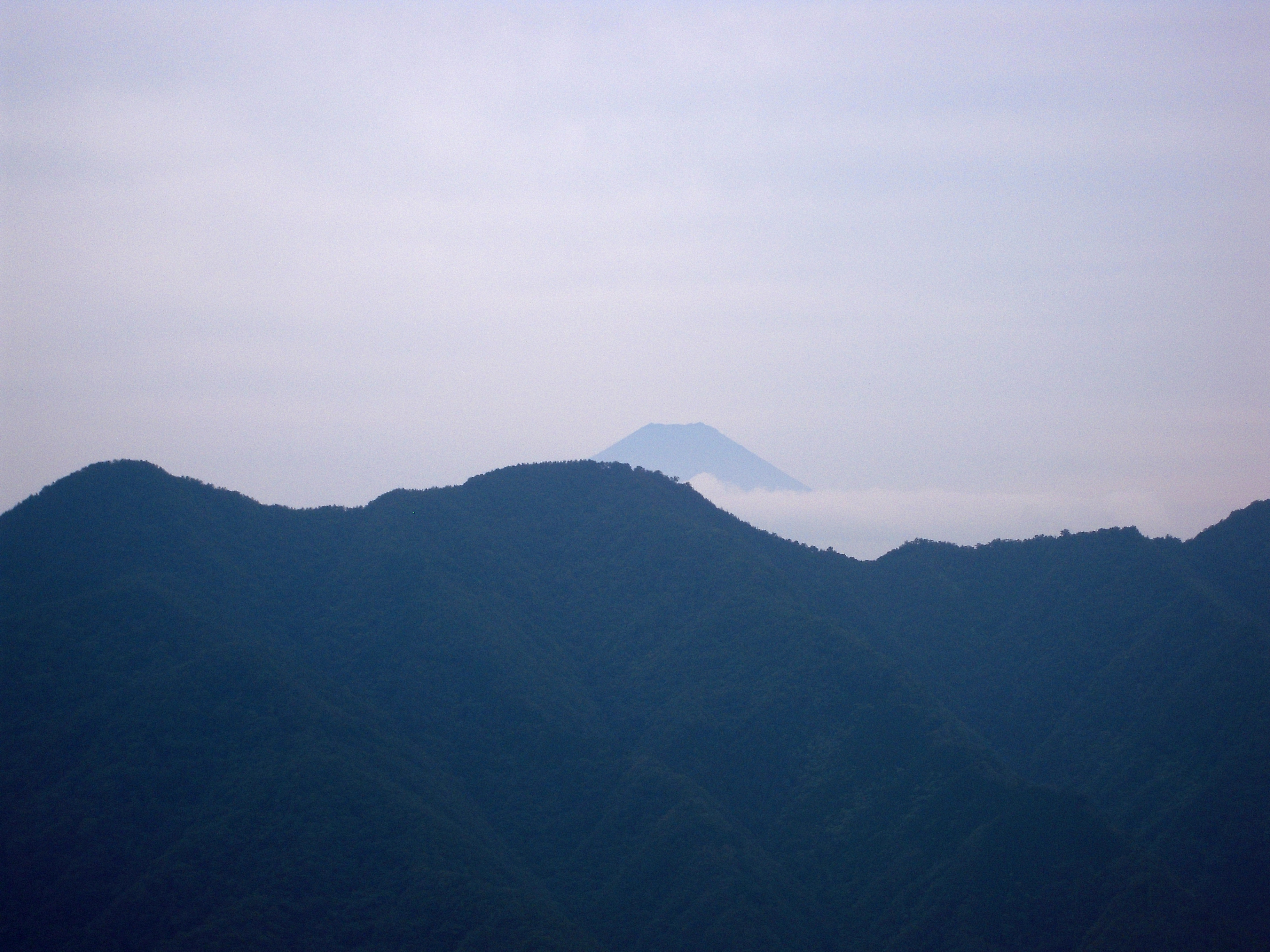
103番（松姫峠）
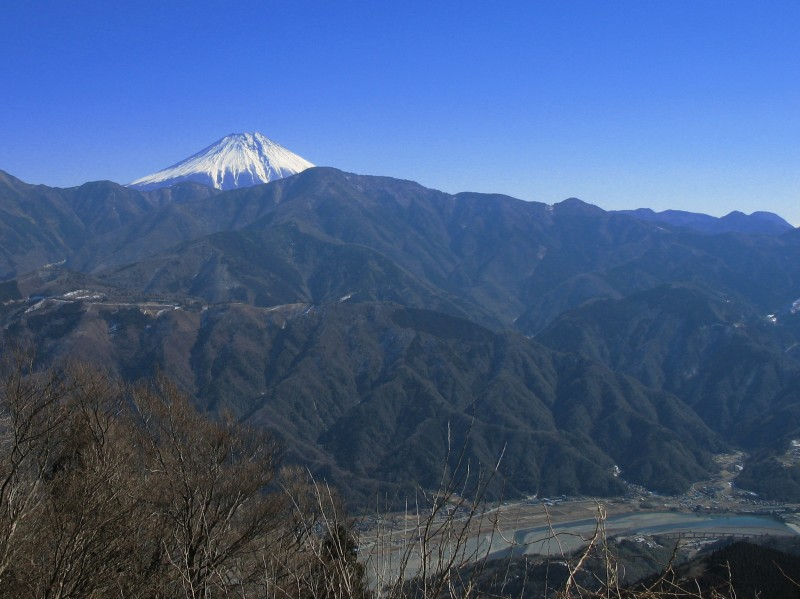
113番（身延山）
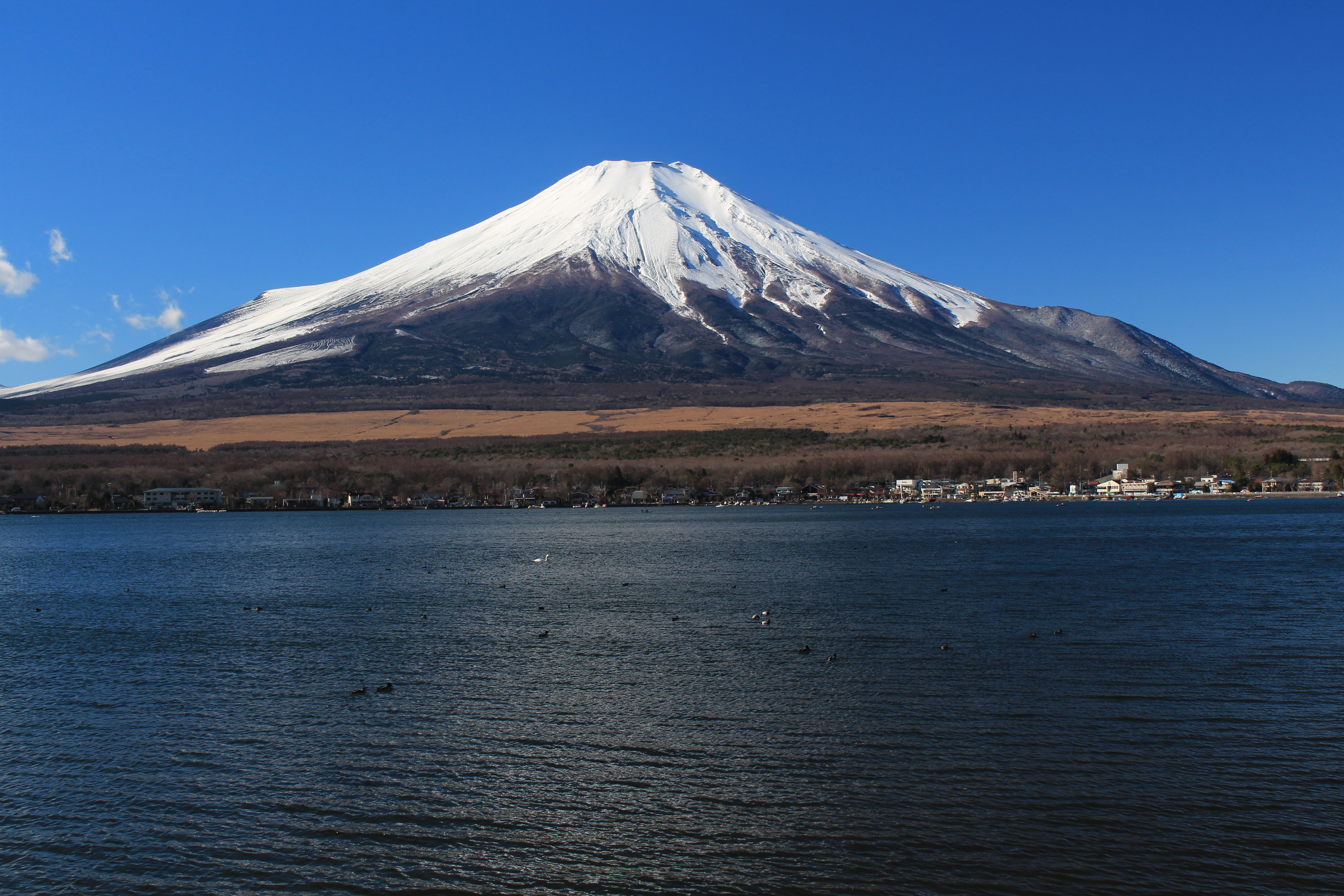
118番（山中湖）
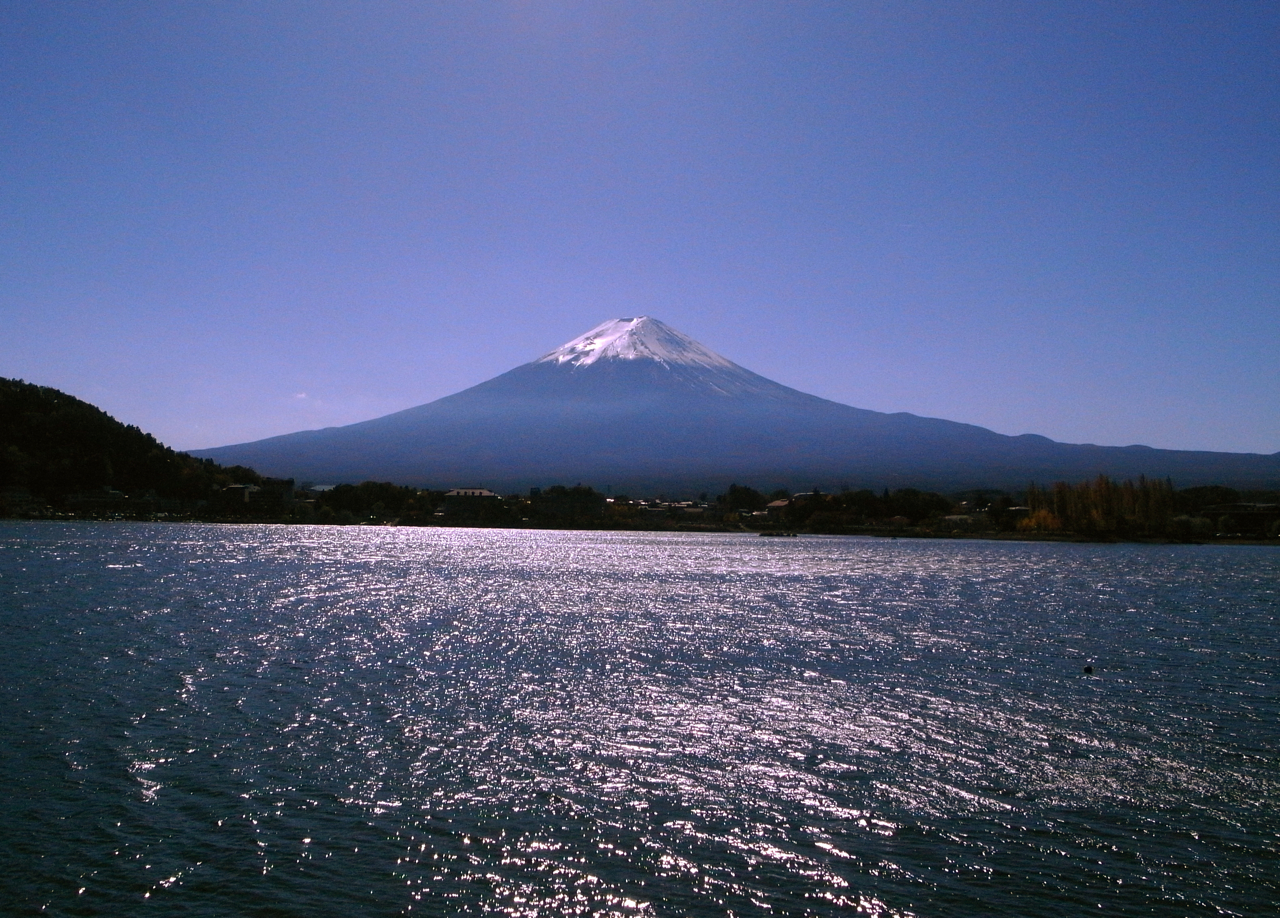
120番（河口湖）
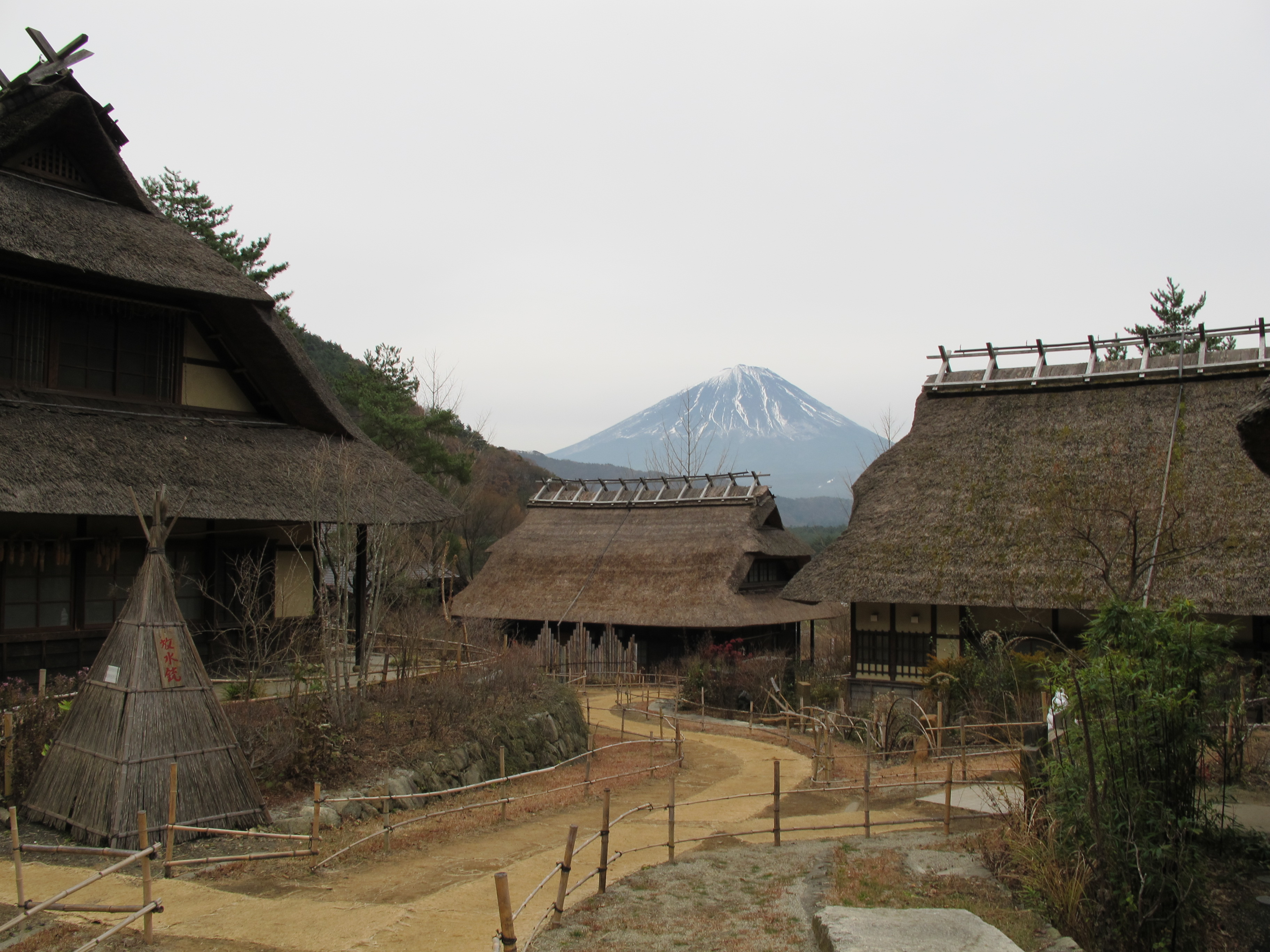
121番（いやしの里根場）
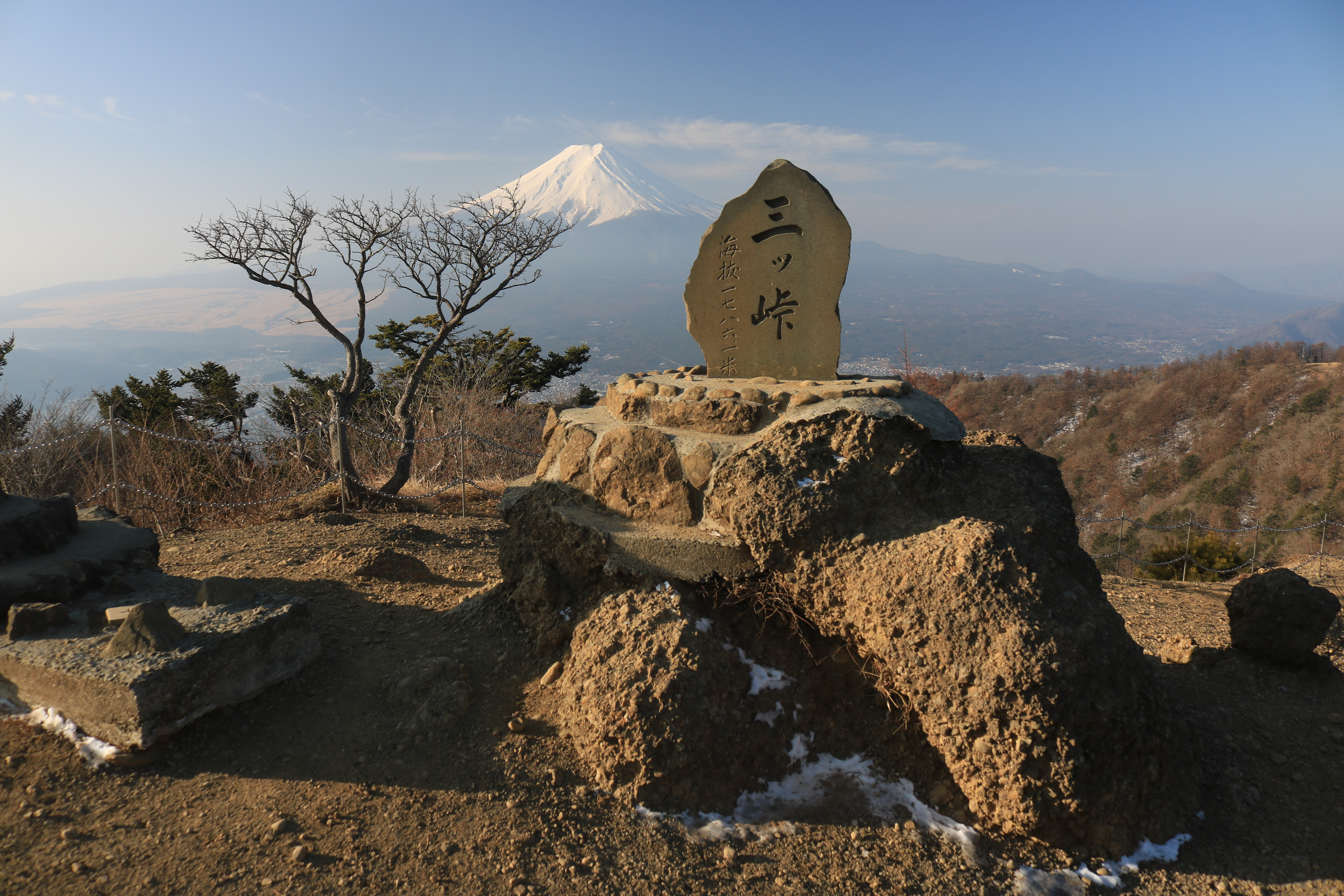
122番（三つ峠）
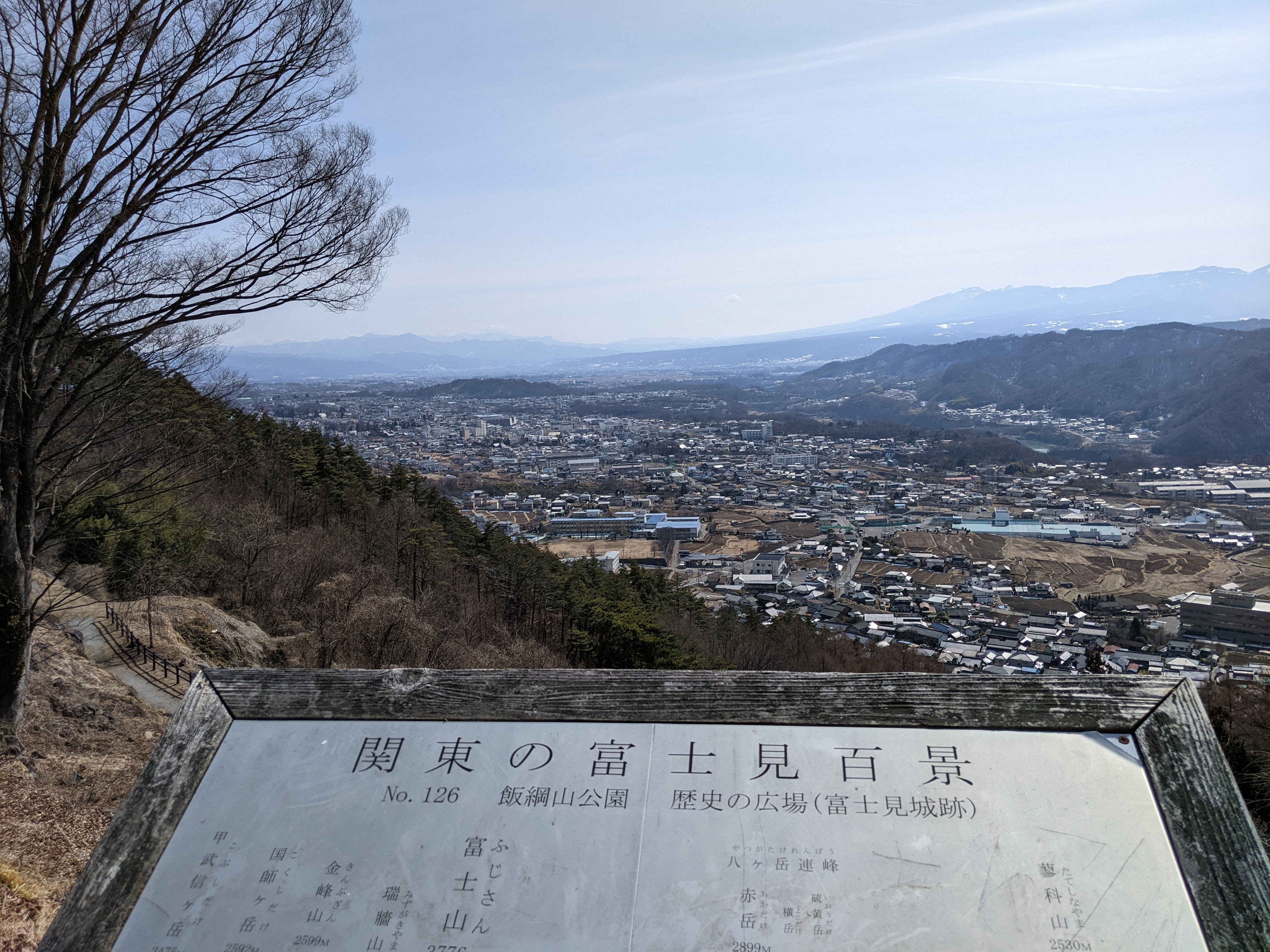
126番　（飯綱山公園歴史の広場（富士見城跡））i